# Groblersdal
Groblersdal – miasto w Południowej Afryce, położone w prowincji Limpopo, w dystrykcie Sekhukhune oraz gminie Elias Motsoaledi, której miejscowość jest siedzibą administracyjną. Groblersdal w 2011 roku zamieszkiwało 4329 osób.
W Groblersdal uprawiane są rośliny użytkowe takie jak: brzoskwinie, lacerny, orzechy, słoneczniki, warzywa, pszenica, kukurydza, winogrono, cytrusy czy tytoń. Miasto położone jest na obszarze zalewowym rzeki Olifants. W centrum miasta krzyżują się droga krajowa N11 z drogą regionalną R25.